# Абдула Арипов
Абдула Нигматович Арипов (на узбекски: Abdulla Nigʻmatovich Oripov) е узбекистански учен и политик, настоящ министър-председател на страната от 14 декември 2016 г.

## Биография
Той е роден на 24 май 1961 г. в Ташкент, Узбекска ССР, СССР. Завършил е Ташкентския електротехнически институт по съобщенията. Университетски преподавател, доцент.
Той е политик от управляващата Либерално-демократическа партия на Узбекистан.